# غواصة يو بي-3
أس أم يو بي-3 غواصة ألمانية من فئة يو بي 1 أو يو بوت تابعة للبحرية الإمبراطورية (بالألمانية: Kaiserliche Marine)‏ خلال الحرب العالمية الأولى. اختفت في دوريتها الأولى في مايو 1915، وكانت أول غواصة من فئتها تم فقدانها. 
تم طلب يو بي-3 في أكتوبر 1914 ودخلت في حوض بناء السفن في كيل في نوفمبر. كانت يو بي-3 أكبر بقليل من 28 متر (92 قدم) وحملت طوربيدو لأنابيبها ثنائية الطوربيد وكانت مسلحة أيضًا بمدفع رشاش مركب على سطح الغواصة. تم إطلاقها وتكليفها في مارس 1915. 